# 軽井沢八月祭
軽井沢八月祭（かるいざわはちがつさい、Karuizawa Arts Festival）は、長野県北佐久郡軽井沢町で2007年より開催される、クラシック音楽の演奏会をメインとした総合芸術祭。主催者は軽井沢八月祭実行委員会、主会場は軽井沢大賀ホール。
第1回である2007年度は8月20日（月）から8月26日（日）にかけて開催。第2回は2008年 8月16日(土)から8月22日（金)まで、第3回は2009年7月26日(日)から8月28日(金)までで、メインの軽井沢大賀ホールコンサート・シリーズは8月15日(土)～8月18日(火)・8月25日(火)にて開催された。第4回は2010年7月23日（金）から8月27日（金）まで開催。軽井沢町・御代田町の、美術館、教会、ホテル、野外コンサート等、様々な施設で、フェローシップ・プログラム「街と森の音楽会」が行われる。